# Prosopocera plagifera
Prosopocera plagifera là một loài bọ cánh cứng trong họ Cerambycidae.